# Rari Nantes Bogliasco

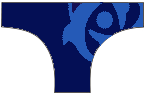
Maillots de bain de water-polo de Bogliasco, 2010 à 2011.

Rari Nantes Bogliasco est un club italien de natation sportive et de water-polo, basé à Bogliasco, fondé en 1951.
Il évolue en Serie A1 (première division italienne) qu'il a remportée une fois en 1981.